# Andrzej Dutkiewicz
Andrzej Dutkiewicz (ur. 30 września 1942 w Staszowie) – polski pianista i kompozytor.
W latach 1963–1968 studiował w Państwowej Wyższej Szkole Muzycznej w Warszawie u Jerzego Lefelda i Reginy Smendzianki (fortepian), a następnie w latach 1968-1973 u Witolda Rudzińskiego (kompozycję). W 1970 zdobył II nagrodę na Międzynarodowym Konkursie Wykonawców Muzyki Współczesnej w Rotterdamie. W latach 1973–1976 kontynuował studia w Eastman School of Music w Rochester u E. Lista (fortepian) oraz Samuela Adlera i Wyne Barlowa (kompozycję). Jest założycielem i kierownikiem zespołu „Grupa XX” specjalizującego się w wykonywaniu muzyki współczesnej Repertuar Dutkiewicza jest bardzo szeroki, z przewagą muzyki współczesnej. Występował wiele w kraju i za granicą. Dokonał licznych nagrań (także dla radia i telewizji). W Eastman School of Music w Rochester (Nowy Jork) uzyskał w 1976 stopień doktorski, obecnie jest profesorem zwyczajnym i kierownikiem Międzywydziałowego Studium Interpretacyjnego Muzyki Współczesnej, od 1999 także dziekanem Wydziału Fortepianu, Klawesynu i Organów Uniwersytetu Muzycznego Fryderyka Chopina w Warszawie, od kilku lat prowadzi wakacyjne kursy muzyczne w Interlochen (Michigan), a także w Korei (1999 Seul, 2000 Daegu). Za działalność artystyczną poza granicami kraju został 1991 wyróżniony dyplomem uznania Ministra Spraw Zagranicznych. W 2002 otrzymał Złoty Krzyż Zasługi. 
W twórczości kompozytorskiej Dutkiewicz koncentruje się głównie na muzyce solowej i kameralnej, interesująco wykorzystując swe doświadczenia w dziedzinie wykonawstwa muzyki współczesnej.